# Dactylolabis cingulata
Dactylolabis cingulata là một loài ruồi trong họ Limoniidae. Chúng phân bố ở miền Cổ bắc.